# 프로그램 감독
프로그램 감독(Program Director, Producer+Director; PD)은 방송의 프로그램을 담당하는 사람을 말한다.
제작자라는 뜻의 텔레비전 방송국의 프로그램기획자로 작품의 선정(選定), 인력관리, 예산 통제를 담당한다. 라디오에서는 거의 프로듀서가 연출을 겸하고 있으나 텔레비전에서는 업무 내용이 복잡하여 차차 연출과 분리되는 경향이 있다.